# 米湖

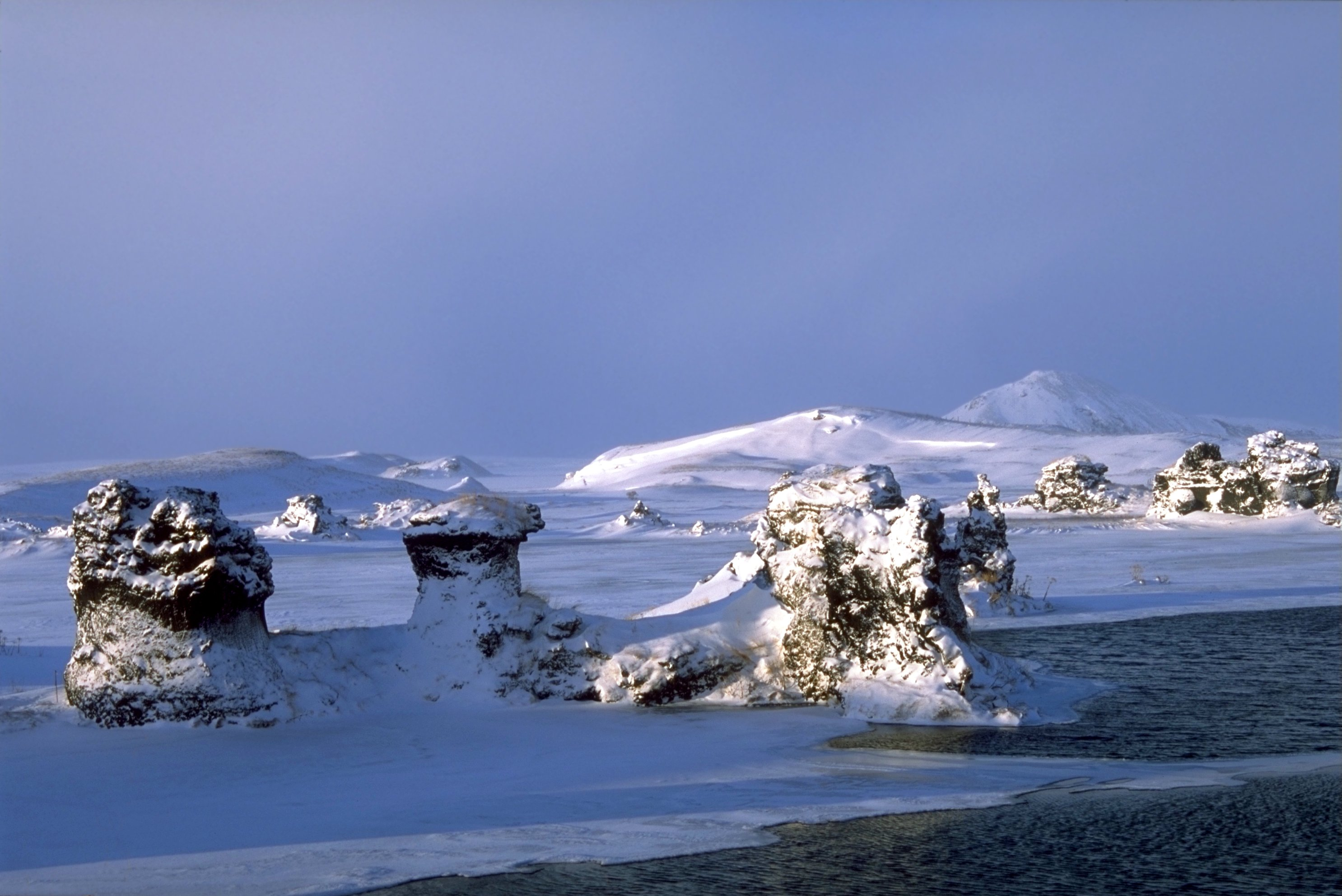
米湖冬季景色

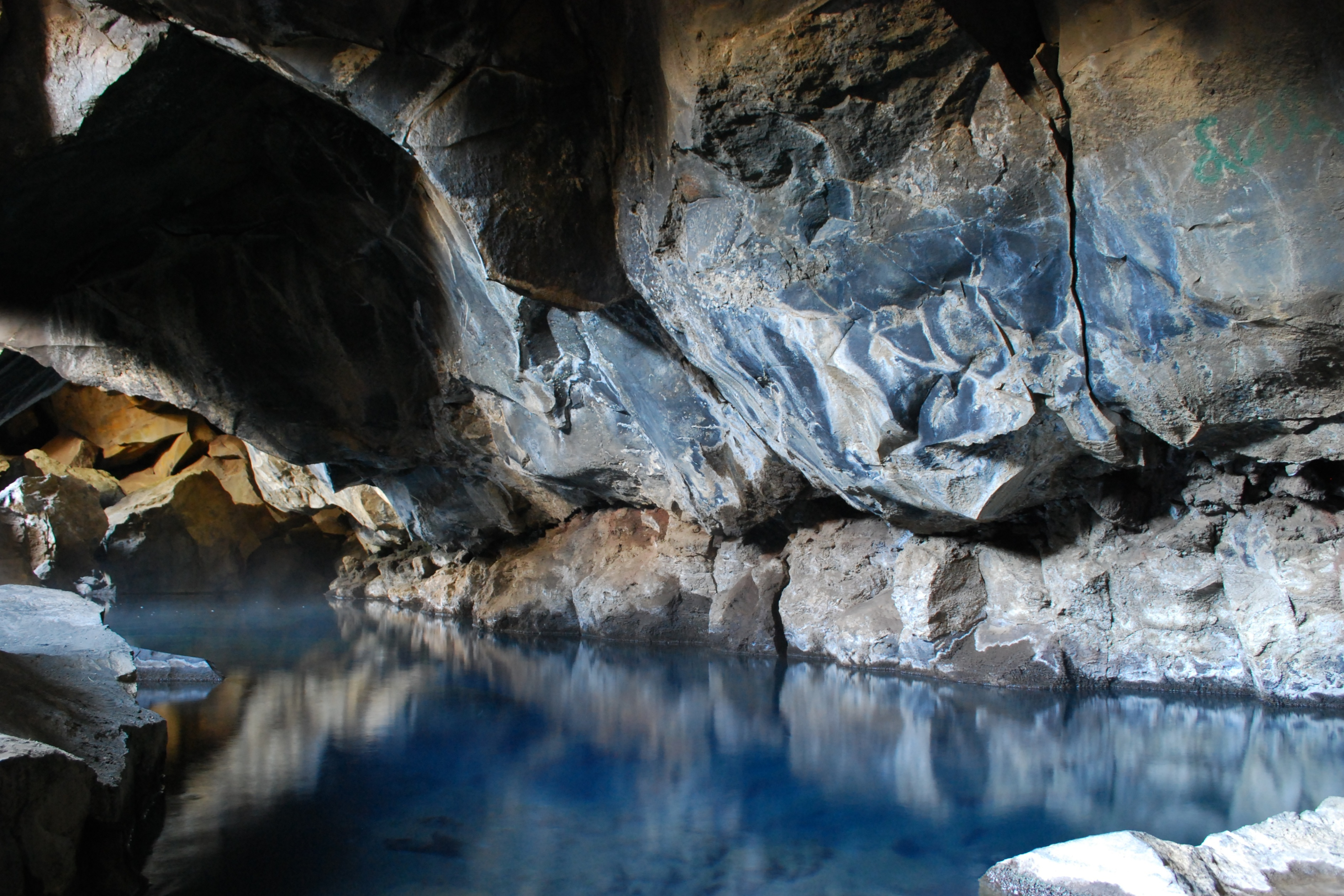
米湖边上的格尔约塔焦（Grjótagjá）岩洞

米湖是冰岛東北區的一个浅水富营养化淡水湖，面积37平方公里，位于一个活跃的火山区，距离克拉布拉火山不远。该湖及其周边湿地生活着异常丰富的水鸟，特别是鸭子。约2300年前，玄武岩熔岩大量喷发而形成该湖，周围主要是由火山地貌景观，包括熔岩柱和无根泉。以其为源头的拉赫斯河以盛产斑鳟（Brown trout）和大西洋鲑鳟（Atlantic Salmon）而出名。
湖名来自冰岛语（蚊）和（湖），夏天这里有大量的蚊蠓。